# Lady Sia
Lady Sia è un videogioco a piattaforme sviluppato da RFX Interactive e pubblicato nel 2001 da TDK Mediactive per Game Boy Advance.
Un seguito del gioco era previsto per la stessa piattaforma, mentre un altro titolo tridimensionale appartenente alla stessa serie era in sviluppo per GameCube e PlayStation 2: entrambi i videogiochi non sono stati mai distribuiti.